# Christian Friedrich Ludwig Buschmann

Christian Friedrich Ludwig Buschmann

Christian Friedrich Ludwig Buschmann (* 17. Juni 1805 in Friedrichroda; † 1. Oktober 1864 in Hamburg) war ein deutscher Musikinstrumentenbauer und Pionier der Mundharmonika.

## Leben und Wirken

### Herkunft und Ausbildung
Buschmanns Vater Johann David war zuerst Posamentierer, er befasste sich später mit der Reparatur von Musikinstrumenten, da er selber Musiker war. Er hielt sich einige Zeit in Friedrichroda in Thüringen auf. Er entwickelte bis zum Jahr 1816 das Terpodion, ein Friktions-Tasteninstrument mit Holzstäben, beruhend auf dem Prinzip der Glasharmonika. Es wurde zuerst „Uranium“ genannt.

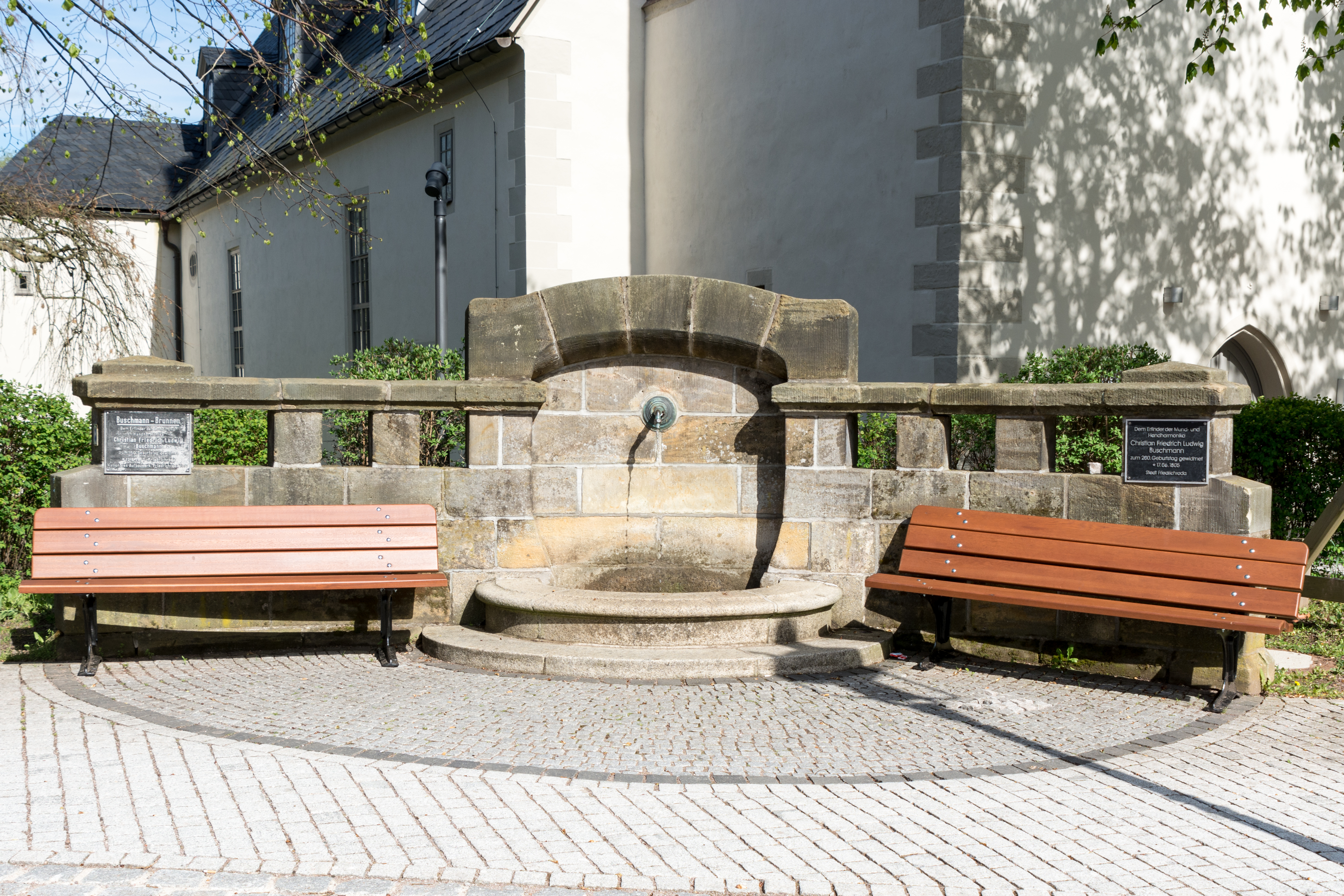
Buschmann-Brunnen
mit Gedenktafel (rechts)
an der Marktstraße in Friedrichroda

Auch wenn keine Beweise auffindbar sind, dass Friedrich Buschmann der Erfinder der Mundharmonika ist, sollte dies die hervorragenden Leistungen des jungen Instrumentenbauers nicht schmälern. Friedrich muss sehr früh mit seinem Vater Johann David mitgearbeitet haben, denn anders wäre es wohl kaum denkbar, dass er bereits in sehr jungen Jahren, fast selbständig, auf der Wanderschaft in Begleitung seines Vaters ein Terpodion und eine oder mehrere Aeolinen baute. Nach 1831 baute er selbständig in seiner Hamburger Werkstätte. Fast alle 25 Stück, die je gebaut wurden, sind aus der Hand Friedrichs. Sein Bruder Eduard arbeitete hauptsächlich an Holzintarsien und war somit für die äußere Ausfertigung der Instrumente hauptverantwortlich, jedoch werkten sie zumindest in den Jahren 1828 und 1829 nicht am gleichen Ort. Eduard war zu dieser Zeit in Berlin und fertigte Instrumente oder Teile für Terpodions, die von Vater David und Sohn Friedrich nicht auf ihren Reisen selbst gefertigt oder von Tischlern am Aufenthaltsort anfertigt werden konnten. Aus dem Briefverkehr in diesen beiden Jahren geht hervor, dass Friedrich wahrscheinlich mehrere kleine Aeolinen mit einem Tonumfang von zwei Oktaven anfertigte.

### Reisen
- 1819 begleitete Friedrich seinen Vater bereits im Alter von 14 Jahren auf Reisen.
- Mit 16 Jahren, in der ersten Hälfte des Jahres 1821, durfte er seinen Vater auf eine Reise nach London begleiten.
- Danach zog die Familie Buschmann nach Berlin um und richtete sich dort eine neue Werkstätte ein. Wahrscheinlich trug auch der Umstand, dass sie ja Aufträge für neu zu bauende Terpodions hatten, dazu bei. Die 1000 Pfund, die sie für eine Lizenzvergabe von Herrn Löschmann in England erhielten, ermöglichten dies vielleicht erst.
- 1828–1830 Vater Johann und Bruder Friedrich Buschmann setzten diese Reise- und Werbetätigkeit durch Deutschland und Holland fort, neben ihren Auftritten mussten sie ja auch die verkauften Instrumente warten, da diese über längere Zeit nicht besonders zuverlässig funktionierten.
- Erwähnte Aufenthaltsorte: Aachen, Barmen (Ortsteil von Wuppertal), Elberfeld, Lüdenscheid, Werben, Altena, Breckerfeld, Förde, Langenberge, Düsseldorf, Köln, Minden und Rinteln.

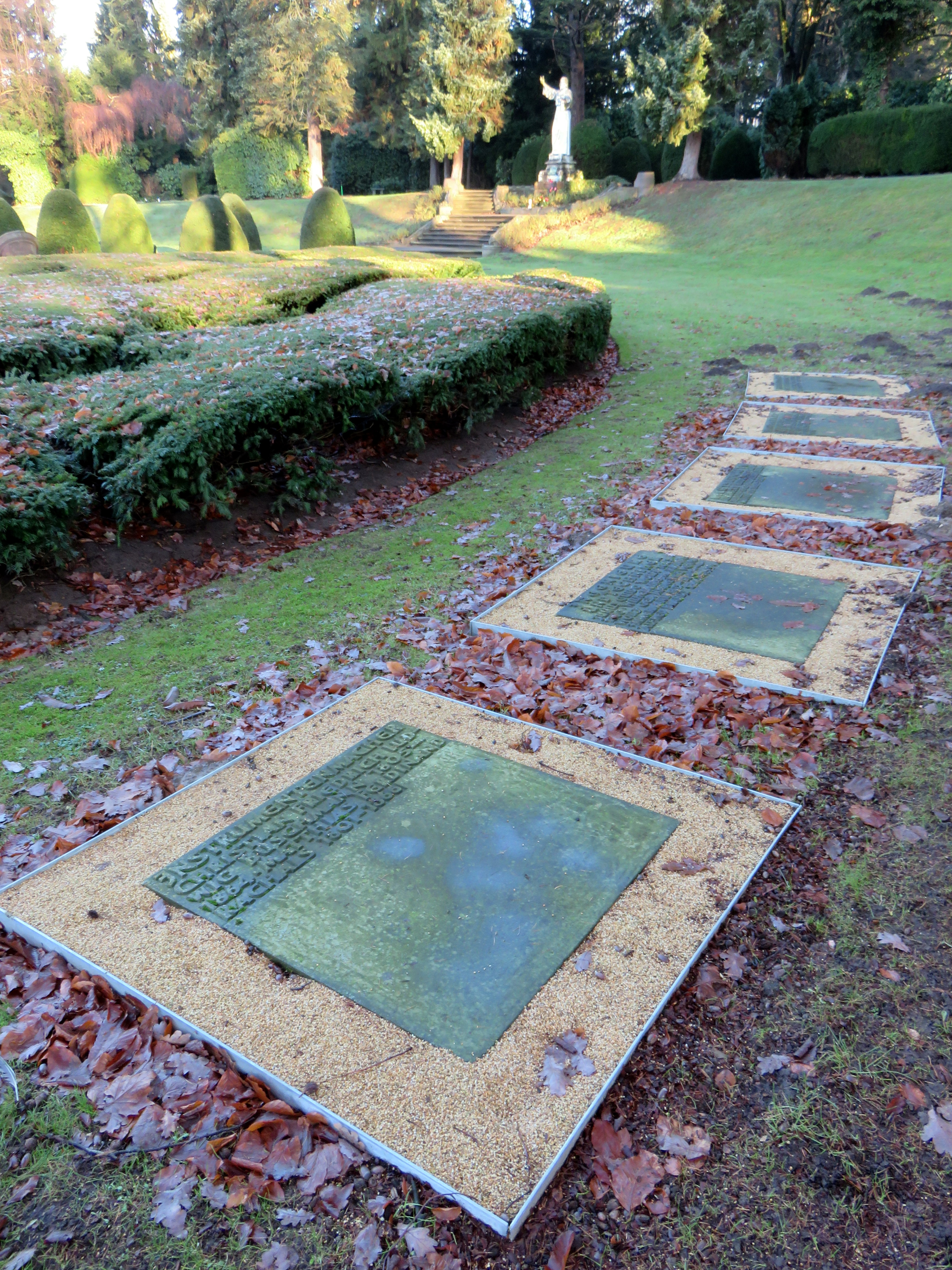
„Christian Friedrich Ludwig Buschmann 1805–1864“ (vorn), Sammelgrabmal Instrumentenmacher, Friedhof Ohlsdorf

- „Christian Friedrich Ludwig Buschmann 1805–1864“ (vorn), Sammelgrabmal Instrumentenmacher, Friedhof Ohlsdorf Nach der Hochzeit Friedrichs mit Sophie Volkmar machte das junge Paar mit dem Terpodion Konzertreisen nach Dänemark, Schweden, Norwegen, Holland und Belgien. Auf einer Geschäftsreise nach London konnten sie Prinz Albert ein Terpodion für 700 Thaler[Notiz 2] verkaufen und Sophie wurde von der Königin Viktoria empfangen.[1]

Mit Sicherheit kamen sie durch die Reisetätigkeit mit allen möglichen neuen Entwicklungen der Tonerzeugung in Kontakt, was schließlich dazu führte, dass Friedrich sich der Weiterentwicklung der Physharmonika annahm. Er wandte sich letztlich vollständig dem Saugwindprinzip zu, dem er auch bis zu seinem Tod treu blieb.
In Hamburg wird auf dem Ohlsdorfer Friedhof auf der Sammelgrabmalplatte Instrumentenmacher des Althamburgischen Gedächtnisfriedhofs unter anderem an Christian Friedrich Ludwig Buschmann erinnert.

### Aeoline
Möglicherweise wurden die ersten Versuche Buschmanns mit Aeolinen im Jahr 1824 gemacht. Nach mündlicher Überlieferung soll Buschmann vor der Aeoline 1821 eine Stimmhilfe gebaut haben, die er Aura genannt hat, das Gerät soll 4 Zoll groß gewesen sein und 15 Stimmzungen gehabt haben. Interessant ist auch der Umstand, dass Aura auch als Bezeichnung für Maultrommeln Verwendung findet, die auch als Mundharmonika bezeichnet wurden, wenn mehrere Maultrommeln zu einem größeren Instrument zusammengefasst wurden.
Im Jahre 1828 entwickelte Friedrich Buschmann ein neues Instrument. Er brachte verschiedene Durchschlagzungen aus Metall auf einem Stück Holz an, so dass man diese Zungen mit dem Mund anblasen konnte. Dazu machte er Versuche mit durchschlagenden Stimmzungen in einem kleinen Kästchen mit den Abmessungen „4 Zoll Durchmesser und auch so hoch“ (Briefausschnitt von 28. Dezember 1828) – also ein Würfel von ungefähr 10 cm Seitenlänge. Darin befestigte er 21 Töne, die er über ebenso viele Tonlochkanzellen (Hohlräume) anblies, um sie in Schwingungen zu versetzen. Das so geschaffene Instrument nannte er Aeoline, das, wie er sich vorstellte, gut als Ersatz für eine Singstimme oder auch zum Begleiten mit bis zu sechs gleichzeitig tönenden Noten für eine Harmonie geeignet ist.
Eine Stimmhilfe mit Stimmzungen wird wohl auch nicht in den bekannten Briefen während der Reisen erwähnt, doch ist eher anzunehmen, dass eine solche Stimmhilfe bereits mitgeführt wurde. Von einem Zungeninstrument ohne Tasten ist auch nur in Verbindung mit der „Erfindung“ die Rede.
Aus dem Briefverkehr geht weiter hervor, dass im Jahr 1829 eine Aeoline, die ungefähr in der Größe eines sehr kleinen Schreibtisches war, während der Musikreise 1829 gebaut wurde. Auf den Musikreisen führten sie ursprünglich keine Aeoline mit. Die Buschmanns hatten Kenntnis von der Aeoline, die Bernhard Eschenbach zusammen mit seinem Cousin Johann Caspar Schlimbach fertigte. Eschenbach teilte seine Erfahrungen mit jedem, der ihn besuchte, und so meldeten in der Folge andere seine Erfindung als Patent in abgeänderter Form an. Auch Buschmanns Vater Johann Buschmann erwog in einen Brief von 30. Oktober 1829, die Aeoline mit verbesserten Bälgen als Patent in Bayern anzumelden. Bereits am 28. Oktober 1815 erscheint ein sehr ausführlicher Bericht über die Klaveoline die von Bernhard Eschenbach selber gebaut wurde.

### Eigene Werkstätte
Wie aus dem Briefverkehr hervorgeht, hielt sich Friedrich und sein Vater zumindest den 8. – 15. Oktober 1829 in Rinteln im Gasthaus „Deutsches Haus“ auf, wo er wahrscheinlich auch seine zukünftige Frau Sophie Volkmar kennenlernte. Ihr Bruder der Theologe und Altphilologe Gustav Hermann Joseph Philipp Volkmar war ab 1833 Gymnasiallehrer in Rinteln. Sophies Familie wohnte seit 1817 in Rinteln, wo Vater Adam Valentin Volkmar Musiklehrer am neu errichteten Gymnasium geworden war; zugleich versah er die Stelle des Organisten an der Nicolaikirche. Im Brief von 10. September 1829 liest man: „Herr Volkmar der die Reise mit hier her gemacht hat, eilet weil uns sonst die Nacht überrumpelt. Viele Komplimente H. Volkmar.“
1833 heiratete Friedrich Buschmann Sophie Volkmar und zog nach Hamburg, wo er eine Werkstätte eröffnete. Schließlich nannte auch er seine Instrumente Physharmonika. Er baute fast ausschließlich Saugluftinstrumente. Jedes der Instrumente hatte eine eigene große Klaviatur (Manual).
In einem späteren Brief von 21. Juni 1838 schreibt seine Frau an ihren Bruder Gustav: „[…] das Geschäft gut geht […] erst kürzlich wurden vier Physharmonikas verkauft. Friedrich kauft auch gebrauchte Fortepianos die er instandsetzt und wieder verkauft. Nun nach Einstellung eines geschickten Handwerkers werden auch Fortepianos gebaut.“ Auch erwähnt sie: „Die Stimmhilfen können zu guten Preisen verkauft werden, erst kürzlich wurde eine nach Paris verkauft und eine weitere ist in Arbeit und wird nach Petersburg verschickt werden. Kürzlich wurde Friedrich für die Stimmhilfen öffentlich belobigt“. Friedrich wurde in der Hamburger Vorstadt St. Georg von bekannten Musikern besucht.

### Lizenzvergaben
Neben der Lizenz, die 1821 an Löschmann in London vergeben wurde, erwarb 1835 auch der Klavier- und Orgelbauer Johann Georg Gröber aus Innsbruck eine Lizenz zum Nachbau des Terpodions vom Vater Johann David Buschmann.

### Große Goldmedaille
Für eine Physharmonika mit eingebautem Terpodion erhielt er auf der Kunst- und Gewerbeausstellung in Hamburg im Jahr 1838 eine große Goldmedaille.

### Erwähnung in Wiener Allgemeine Musik-Zeitung
„(Friedrich Buschmann) in Hamburg, dessen Vater bekanntlich das Terpodion erfand, hat gegenwärtig eine Physharmonica nach einer neuen eigentümlichen Construction vollendet, wodurch diese sonst etwas schwierig zu behandelnde Instrument für jede Concertmusik anwendbar wird, ganz Außerordentliches als Begleitung der Gesänge leistet.“

## Werk

### Mundharmonika
„Unausrottbar scheint die Legende, der Thüringer Friedrich Buschmann habe Mund- und Ziehharmonika erfunden. Einer Überprüfung hält diese These nicht stand. Denn […] Buschmann spricht in einem Brief vom 1828 von seiner soeben getätigten Erfindung. Jahre zuvor hatte schon die gewerbsmäßige Herstellung in Wien begonnen. [...] Nachweislich wurden „Mundharmonikas […]“ 1825 in Wien verkauft.“

Über die Familiengeschichte der Buschmanns ist relativ viel erhalten, weil ein Nachfahre (Prof. Heinrich Buschmann, Esslingen) eine Schrift darüber verfasst hat (1938 M. Hohner AG). Die Dokumente und Quellen sind sehr beeindruckend, aber den Beweis für die Erfindung der Mundharmonika bleibt auch er schuldig.